# Tedania palola
Tedania palola är en svampdjursart som beskrevs av Kazuo Hoshino 1981. Tedania palola ingår i släktet Tedania och familjen Tedaniidae. Inga underarter finns listade i Catalogue of Life.